# Lautrec
Lautrec (em occitano:  Lautrèc) é uma comuna francesa do departamento de Tarn na região de Occitânia. 
Está classificada na categoria de As mais belas aldeias de França, devido entre outras coisas a seus abundantes monumentos medievais.